# Indicatif régional 661

Carte de l'État de Californie avec les territoires de ses indicatifs régionaux. L'indicatif régional 661 est en rouge.

L'indicatif régional 661 est l'un des multiples indicatifs téléphoniques régionaux de l'État de Californie aux États-Unis.
Cet indicatif dessert le nord du comté de Los Angeles (incluant la vallée d'Antelope) et la plus grande partie du comté de Kern (incluant le sud de la vallée de San Joaquin). Plus précisément, il dessert les villes de Bakersfield, Santa Clarita et Palmdale.
La carte ci-contre indique en rouge le territoire couvert par l'indicatif 661.
L'indicatif régional 661 fait partie du plan de numérotation nord-américain.